# Clandestino
Clandestino är den franska musikern Manu Chaos första album som soloartist, utgivet 1998. Själv trodde han att den skulle sälja endast ett tusental men ryktet spreds och skivan såldes i ett stort antal, mycket på grund av hiten "Bongo Bong", en remake av Mano Negra-låten "King of Bongo". 
Musiken är en blandning av bland annat latino, reggae, ska och raï, och består mycket av enkla melodier med simpla men genialiska gitarrslingor. Manu använder också mycket ljud som "collage" som han lägger på varandra.
Albumet använder sig även av en hel del samplingar av tal, bland annat av Zapatisternas ledare, Subcomandante Marcos.

## Låtlista
1. "Clandestino" - 2:27
2. "Desaparecido" - 3:47
3. "Bongo Bong" - 2:39
4. "Je ne t'aime plus" - 2:01
5. "Mentira..." - 4:38
6. "Lagrimas de oro" - 2:57
7. "Mama Call" - 2:20
8. "Luna y sol" - 3:08
9. "Por el suelo" - 2:21
10. "Welcome to Tijuana" - 4:05
11. "Dia luna ... Dia pena" - 1:30
12. "Malegria" - 2:55
13. "La vie A 2" - 3:01
14. "Minha galera" - 2:21
15. "La despedida" - 3:08
16. "El Viento" - 2:31